# Kristina Vogel

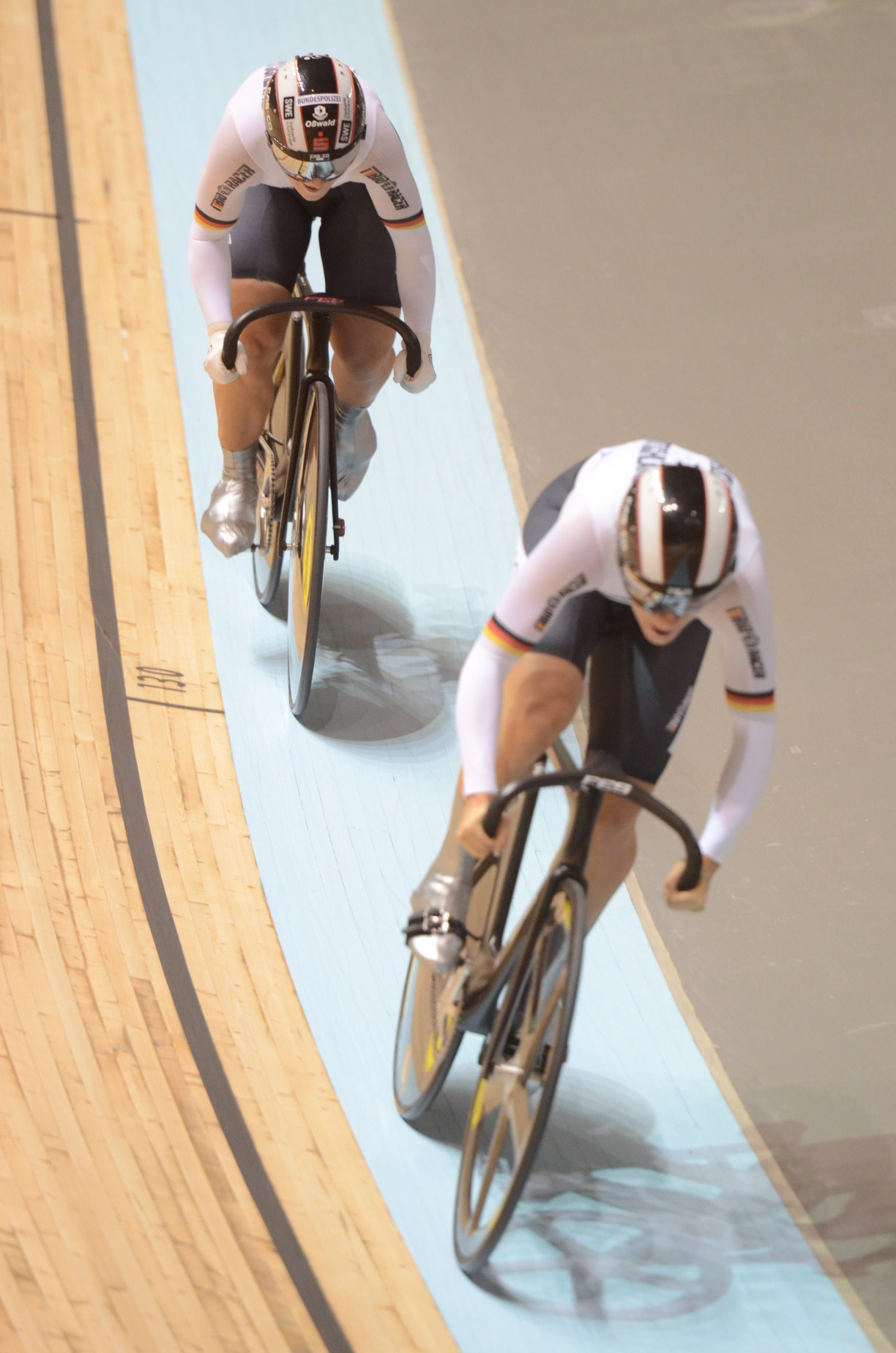
Vogel (hinten) und Welte beim Weltcup in Melbourne (2012)

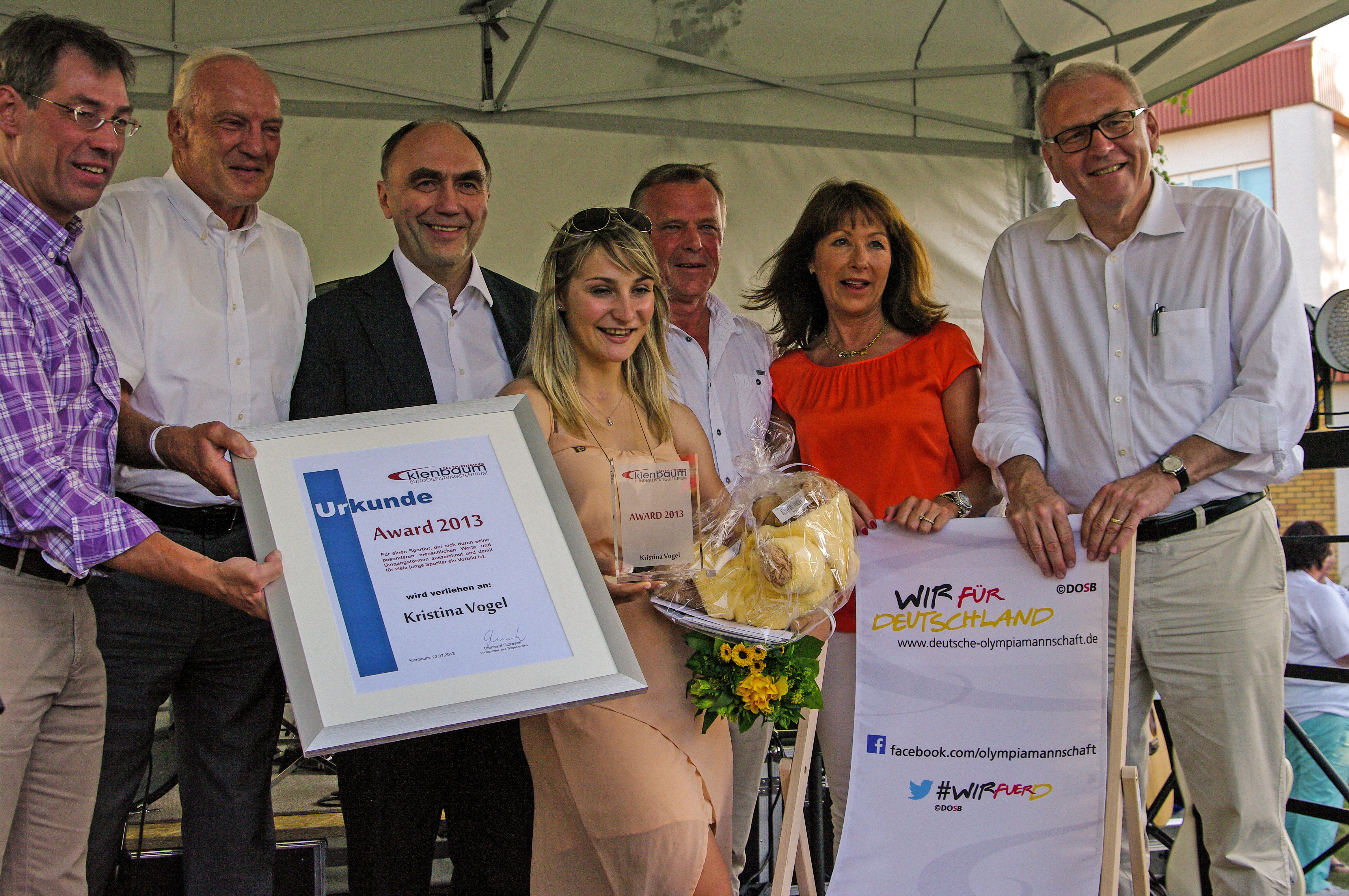
Verleihung des Kienbaum Awards 2013 an Kristina Vogel (v. l. n. r.: Bernhard Schwank, Hans-Georg Moldenhauer, Christoph Bergner, Kristina Vogel, Klaus-Peter Nowack, Isolde Heinz, Michael Vesper)

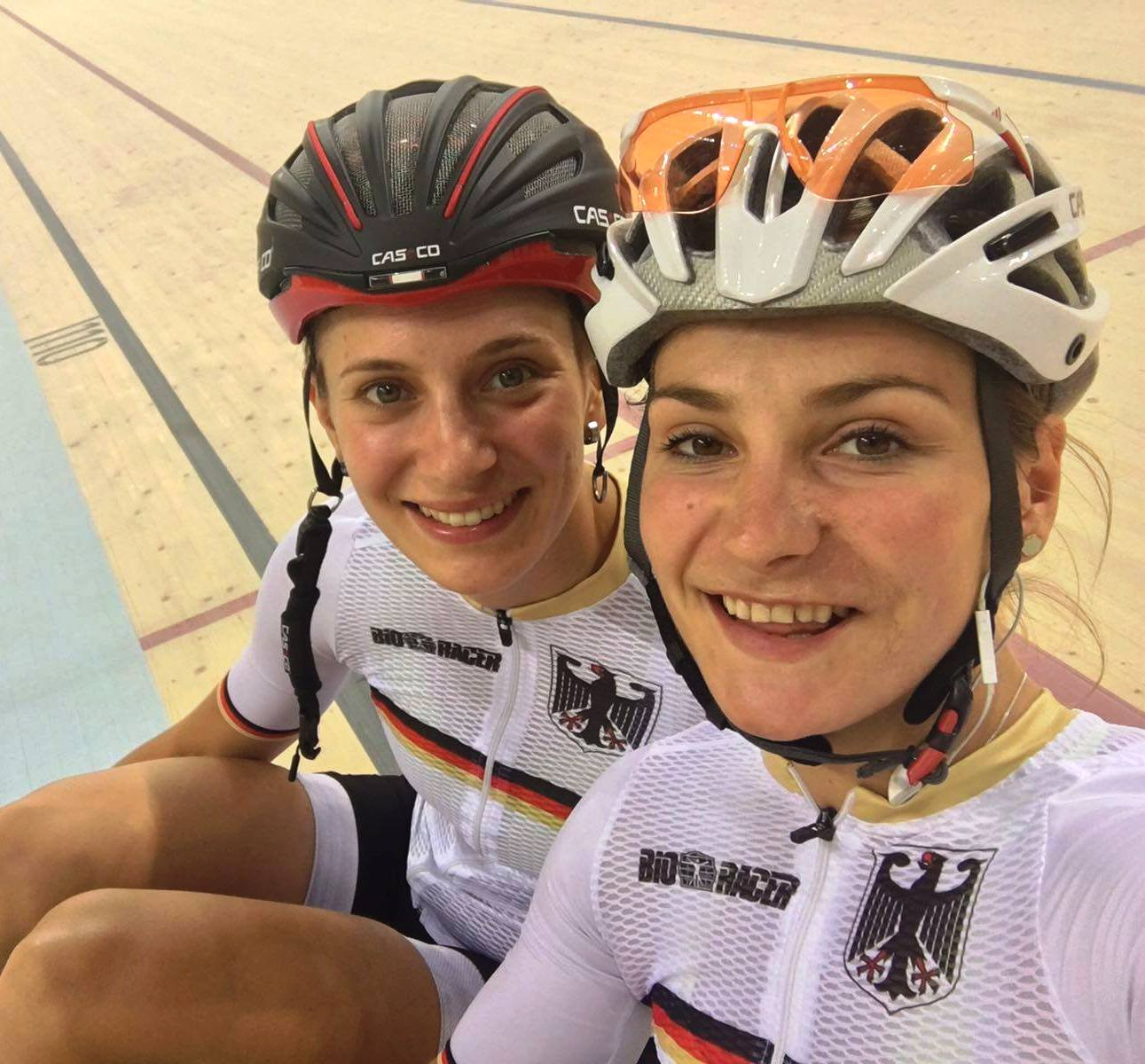
Vogel (r.) mit Miriam Welte kurz vor den Olympischen Spielen 2016 beim Training im Rio Olympic Velodrome

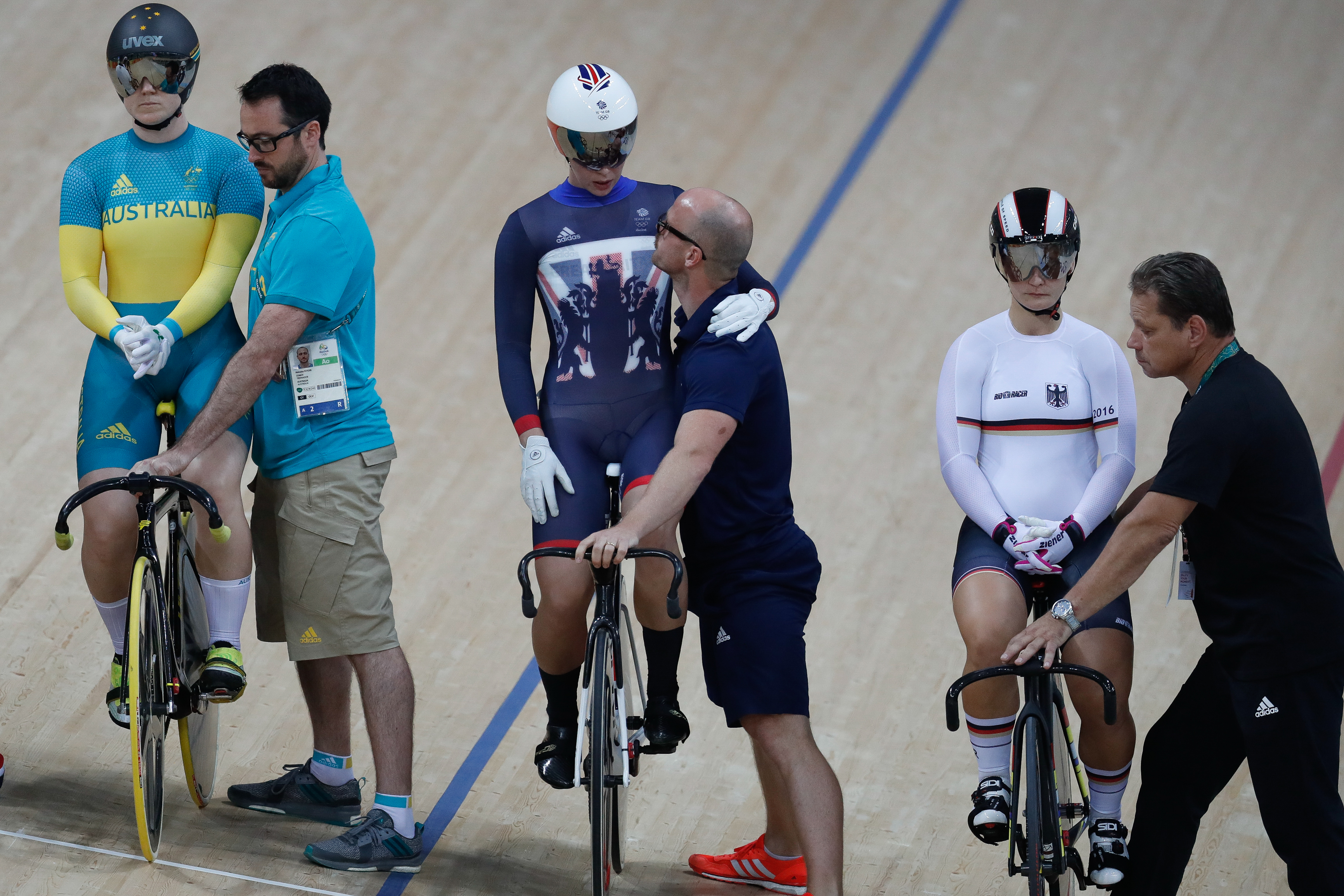
Vor dem Start zum Keirin bei den Olympischen Spielen 2016 (v. r. n. l.: Kristina Vogel, Rebecca James, Anna Meares)

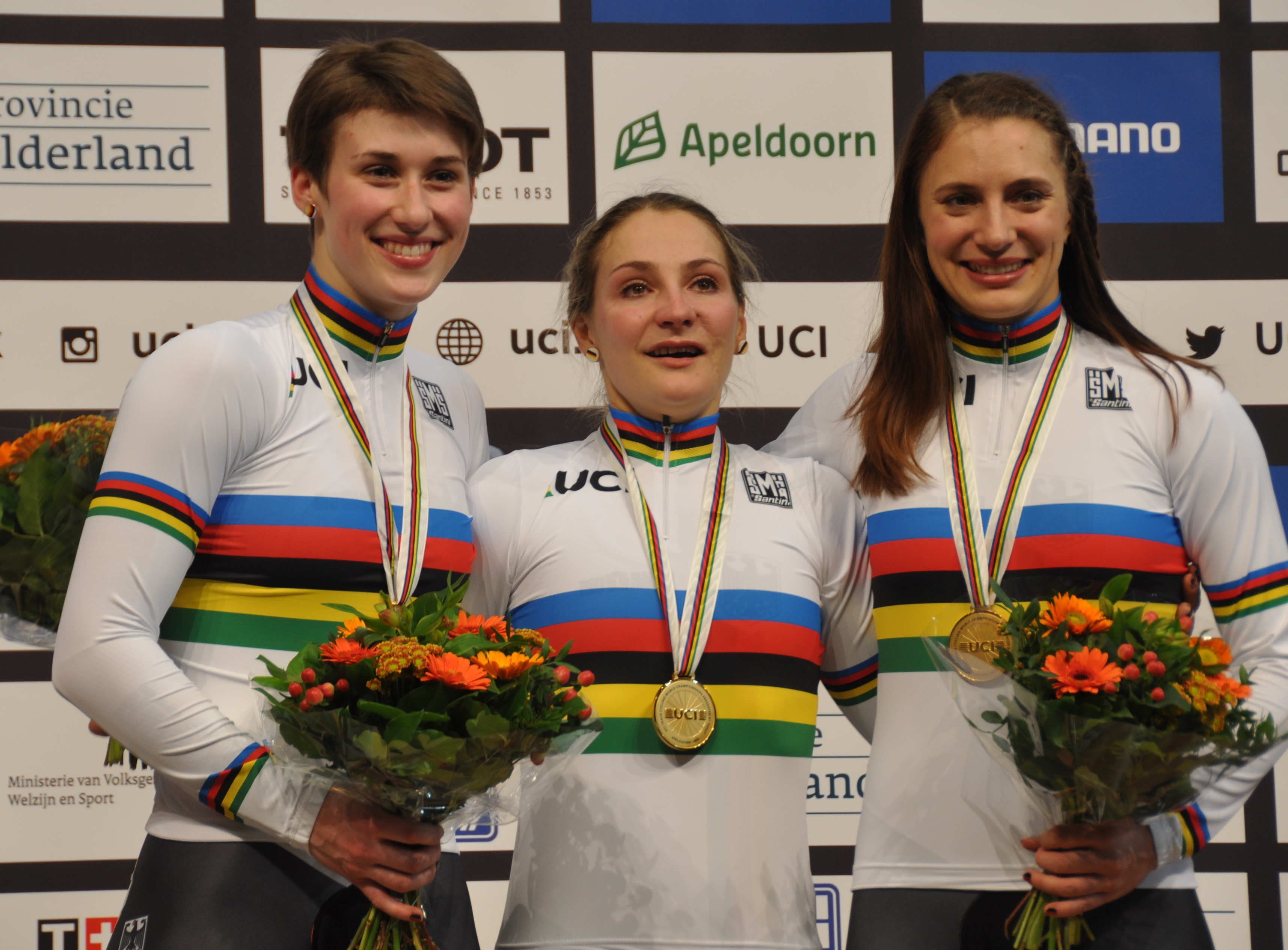
Weltmeisterin im Teamsprint 2018, mit Pauline Grabosch (l.) und Miriam Welte (r.)

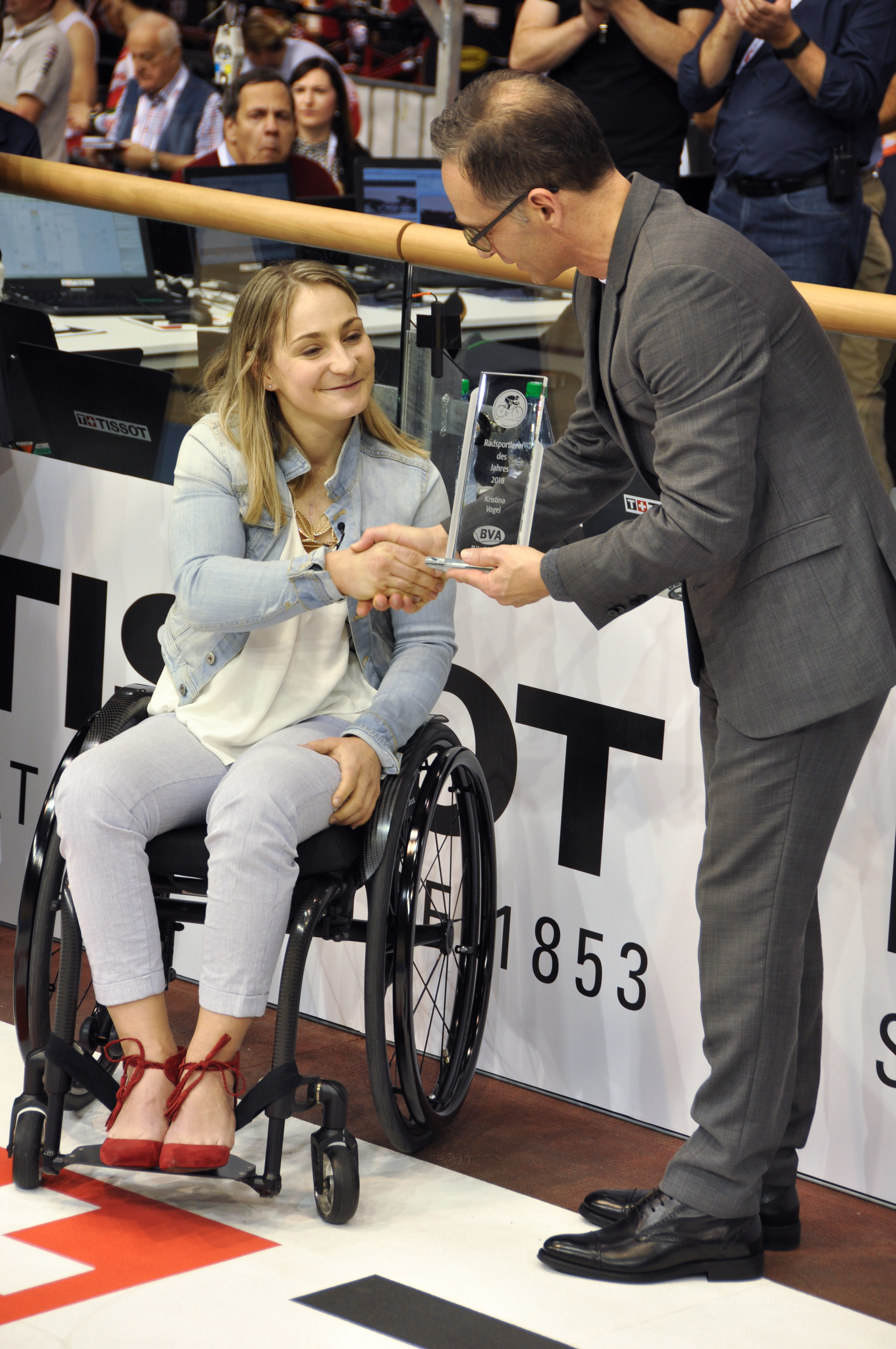
Ehrung als deutsche Radsportlerin des Jahres 2018 im Dezember durch Bundesaußenminister Heiko Maas

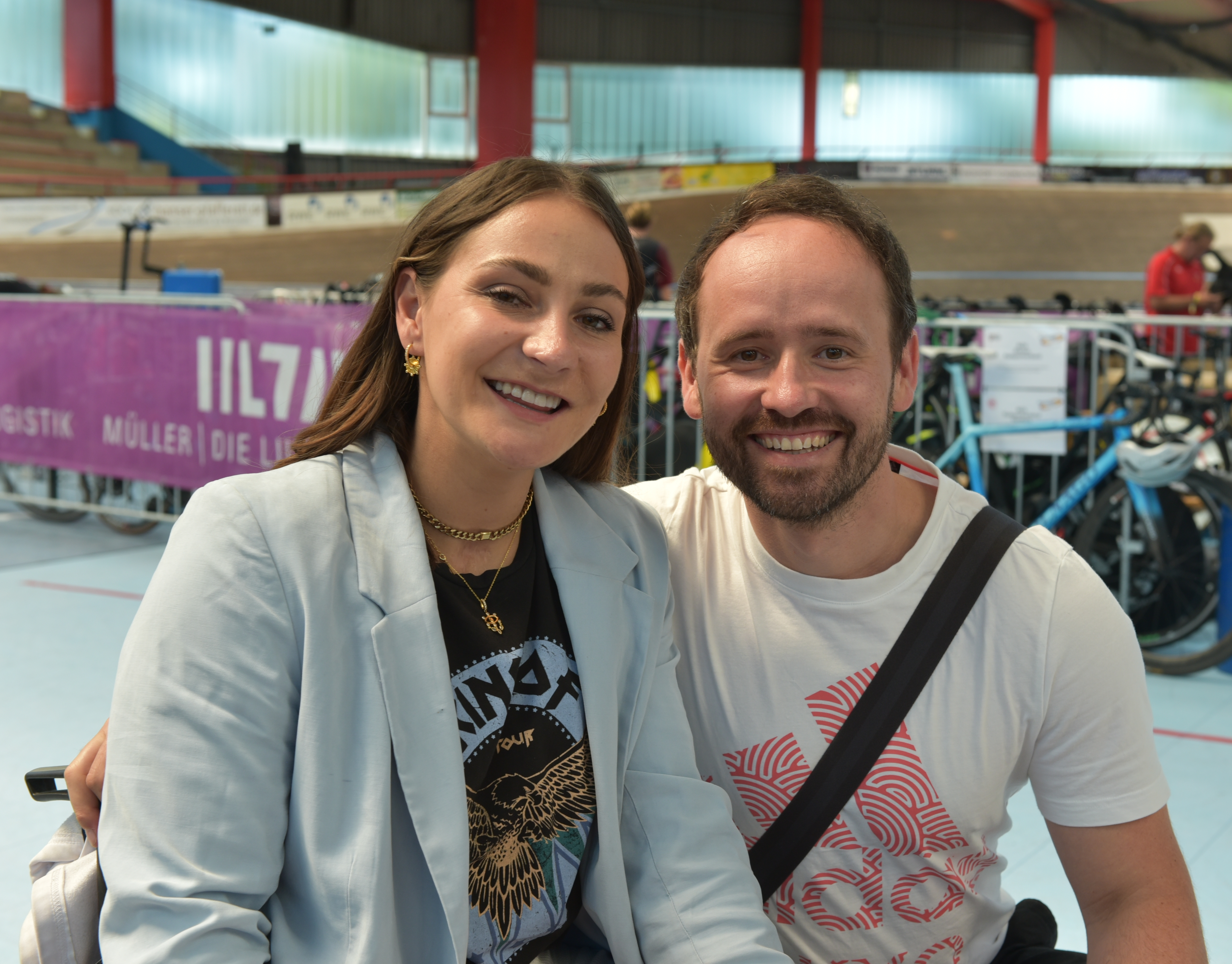
Kristina Vogel mit ihrem Partner Michael Seidenbecher während der Bahn-DM 2022 in Büttgen

Kristina Vogel (* 10. November 1990 in Leninskoje, Kirgisische SSR, Sowjetunion; heute Kirgisistan) ist eine ehemalige deutsche Bahnradsportlerin und zweifache Olympiasiegerin. Mit elf Weltmeistertiteln bei der Elite und sechs bei Junioren ist sie die bis dato erfolgreichste Bahnradsportlerin. Bis einschließlich 2017 errang sie zudem 21 nationale Titel. Bei einem Trainingsunfall im Juni 2018 erlitt sie eine Querschnittlähmung. Von 2019 bis 2023 war sie als Kommunalpolitikerin im Erfurter Stadtrat aktiv. Seitdem ist sie Trainerin bei der Spitzensportfördergruppe der Bundespolizei.

## Werdegang

### Als Juniorin
Kristina Vogel kam 1991 mit ihrer Mutter nach Kindelbrück, bis zum Alter von 17 Jahren hieß sie Kristina Ade mit dem Nachnamen ihrer Mutter. Nach Anfängen im Straßenradsport wurde sie 2005 Bahnradfahrerin. 2007 wurde Vogel, die für den RSC Turbine Erfurt startete, zweifache Europameisterin (Junioren) im Sprint und 500-m-Zeitfahren in Cottbus. Im Keirin belegte sie den dritten Platz. Im selben Jahr wurde die 17-Jährige dreifache Weltmeisterin im Zeitfahren, Sprint und im Teamsprint bei der Junioren-WM in Aguascalientes. 2008 war sie zudem Gesamtsiegerin des Albert-Richter-Sprintercups des Bundes Deutscher Radfahrer. Im Jahr darauf konnte Vogel ihre Erfolgsserie bei der Junioren-WM in Kapstadt mit drei Einzeltiteln in Sprint, Zeitfahren und Keirin fortsetzen.

### Schwerer Verkehrsunfall 2009
Im Mai 2009 wurde Kristina Vogel beim Straßentraining von einem Zivilfahrzeug der Thüringer Polizei erfasst und erlitt schwere Verletzungen. Ein Brustwirbel und die Handwurzelknochen waren gebrochen, sie verlor mehrere Zähne und die Glasscheibe des Autos zerschnitt ihr Gesicht. Eine Gesichtshälfte blieb teilweise taub. Im August 2014 sprach ihr das Landgericht Erfurt ein Schmerzensgeld in Höhe von 100.000 Euro zu, das vom Freistaat Thüringen zu zahlen war. Der Freistaat hatte nur 25.000 Euro Schmerzensgeld zahlen wollen, Vogel forderte 80.000 Euro. Bei seinem Urteil legte das Gericht die Schwere der Verletzungen zugrunde, aber auch die lange Zeit, die Vogel auf das Geld hatte warten müssen, sowie das Prozessverhalten des Freistaats. Vogel: „[…] Einerseits rühmt man sich mit deinen Titeln […] Es wäre doch aber mal ein Schritt gewesen zu sagen: Du bist unsere Athletin, wir stehen hinter dir.“ Nach längerem Krankenhausaufenthalt und mehreren Operationen kündigte Vogel im Februar 2010 ihr Comeback bei den Bahnradsport-Weltmeisterschaften im März in Kopenhagen an.
Bei den Deutschen Bahn-Meisterschaften 2010 in Cottbus errang sie dreifaches Gold, in Sprint, im Keirin und im Zeitfahren. Im Dezember desselben Jahres errang sie im kolumbianischen Cali ihren ersten Weltcup-Sieg im Sprint. Bei den Bahnradsport-Weltmeisterschaften 2012 in Melbourne errang Kristina Vogel gemeinsam mit Miriam Welte die Goldmedaille im Teamsprint. In der Qualifikation und im Finale stellten die beiden Fahrerinnen jeweils einen Weltrekord auf. Im Keirin gewann sie bei dieser WM die Bronzemedaille, die ihre erste Medaille für einen Einzelerfolg bei Elite-Weltmeisterschaften ist.

### Olympische Sommerspiele 2012
Bei den Olympischen Spielen 2012 in London wurde Kristina Vogel gemeinsam mit Miriam Welte Olympiasiegerin im Teamsprint, nachdem die Siegerinnen des Finales aus China wegen eines Wechselfehlers auf den zweiten Platz zurückgesetzt worden waren. Schon das Finale um Gold hatten die beiden deutschen Fahrerinnen nur erreicht, weil im Lauf zuvor das britische Duo wegen eines ebensolchen Fehlers relegiert worden war. Die beiden Deutschen waren damit die ersten Olympiasiegerinnen in dieser Disziplin, die neu in das Programm der Olympischen Spiele aufgenommen worden war.
Im November 2012 errang Kristina Vogel beim zweiten Lauf des Bahnrad-Weltcups 2012/13 jeweils Gold im Sprint und Keirin sowie Silber im 500-Meter-Zeitfahren. Bei den Bahnradsport-Weltmeisterschaften 2013 in Minsk wurde sie gemeinsam mit Miriam Welte erneut Weltmeisterin im Teamsprint und im Sprint errang sie die Silbermedaille. Am 7. Dezember 2013 stellte sie in Aguascalientes beim zweiten Lauf des Bahnrad-Weltcups mit 10,384 Sekunden einen neuen Weltrekord über 200 Meter bei fliegendem Start auf und gemeinsam mit Miriam Welte mit 32,153 Sekunden einen neuen Weltrekord im Teamsprint über 500 Meter.
Bei den Bahnradsport-Weltmeisterschaften 2014 in Cali wurde sie dreifache Weltmeisterin, im Sprint, im Keirin sowie im Teamsprint (mit Welte) sowie im selben Jahr Europameisterin im Keirin. 2015 errang sie das Regenbogentrikot im Sprint. Bei den Europameisterschaften später im Jahr gewann sie gemeinsam mit Welte Silber im Teamsprint sowie Bronze im Sprint. Im Jahr 2016 wurde sie in London Weltmeisterin im Keirin (ihr siebter WM-Titel) und gewann zusammen mit Miriam Welte Bronze im Teamsprint. Im Sprint errang sie ihren achten Weltmeistertitel.

### Olympische Sommerspiele 2016
Im selben Jahr wurde Vogel für den Start bei den Olympischen Spielen in Rio de Janeiro nominiert. Dort wurde sie als erste Deutsche Olympiasiegerin im Sprint, gewann mit Miriam Welte die Bronzemedaille im Teamsprint und belegte im Keirin Rang sechs. Damit ist sie die erste deutsche Olympiasiegerin im Sprint, seitdem diese Disziplin 1988 in das olympische Programm aufgenommen wurde. Dabei hatte sie den Sprint für sich entschieden, obwohl sich im entscheidenden Zielsprint beim sogenannten „Tigersprung“ ihre Sattelstütze vom Fahrrad gelöst hatte und der Sattel nach der Ziellinie auf die Bahn gefallen war. Angesichts ihrer Leistungen und Nervenstärke bei den Spielen in Rio sagte Nationaltrainer Detlef Uibel: „Kristina ist unser bester Mann.“

### 2017–2018
Im nacholympischen Jahr wurde Kristina Vogel zweifache Weltmeisterin, im Sprint und im Keirin. Zudem wurde sie während der WM in Hongkong gemeinsam mit dem Belgier Kenny De Ketele in die Athletenkommission der UCI gewählt. Im Herbst 2017 errang sie vor heimischem Publikum in Berlin in Keirin und Sprint zwei EM-Titel und gemeinsam mit Welte und Pauline Grabosch Silber im Teamsprint. Bei den ersten drei Austragungen des Bahnrad-Weltcups gelang ihr jeweils das Triple mit drei Siegen in Sprint, Keirin und Teamsprint.
Bei den Bahnradsport-Weltmeisterschaften 2018 in Apeldoorn wurde Vogel zweifache Weltmeisterin, im Sprint und Teamsprint. Damit errang sie ihren zehnten und elften WM-Titel und zog mit der bisherigen erfolgreichsten Bahnradsportlerin, Anna Meares aus Australien, gleich. Durch einen sechsten Platz im Keirin verpasste sie ihr Ziel, diese mit einem zwölften Titel zu überflügeln.

### Rekorde
Mehrfach stellte Kristina Vogel Weltrekorde auf. Gemeinsam mit Miriam Welte verbesserte sie den Rekord im 500-Meter-Teamsprint seit 2012 dreimal. Beim Lauf des Bahnrad-Weltcups in Aguascalientes im Dezember 2013 stellte sie mit 10,384 Sekunden einen neuen Weltrekord über 200 Meter bei fliegendem Start auf. Drei Jahre später, im Dezember 2016, verbesserte sie im Rahmen der Veranstaltung Frankfurter Kreisel in der Oderlandhalle in Frankfurt (Oder) den Weltrekord über 500 Meter bei fliegendem Start auf 28,970 Sekunden und blieb damit als erste Frau unter der 29-Sekunden-Marke.

### Trainingsunfall und Gesundheit ab 2018
Am 26. Juni 2018 stürzte Vogel beim Training im Cottbuser Radstadion nach einer Kollision mit einem niederländischen Fahrer und zog sich einen Trümmerbruch des Brustbeins sowie eine schwere Wirbelsäulenverletzung zu. Ihr Teamkollege Maximilian Levy leistete Erste Hilfe, bevor sie von Rettungssanitätern in das Carl-Thiem-Klinikum Cottbus gebracht, anschließend per Hubschrauber ins Unfallkrankenhaus Berlin geflogen und dort operiert wurde. Danach wurde sie in ein künstliches Koma versetzt. Nach rund vier Wochen konnte sie die Intensivstation verlassen.
Vogel hatte in Cottbus trainiert, um an dem folgenden Wochenende am Sprintturnier „Großer Preis von Deutschland“ teilzunehmen. Diese Veranstaltung diente dann als Auftakt für die Spendenaktion #staystrongkristina, die Maximilian Levy und ihr Team Erdgas.2012 initiierten. Dabei zeigten die Radsportler aus verschiedenen Ländern mit Armbinden und Aufschriften auf T-Shirts ihre Solidarität mit Kristina Vogel. Die Aktion erbrachte rund 120.000 Euro.
Anfang September 2018 äußerte sich Kristina Vogel in einem Interview mit dem Spiegel erstmals zu ihrem Unfall. Ihr Rückenmark sei am siebten Brustwirbel durchtrennt, sie sei also ab der Brust abwärts querschnittgelähmt: „Egal, wie man es verpackt, ich kann nicht mehr laufen“, sagte Vogel. Im Dezember 2018 kündigte die Deutsche Sporthilfe an, einen Unterstützungsfonds für Vogel einzurichten; ähnliche Fonds gibt es für den Handballer Joachim Deckarm sowie den Turner Ronny Ziesmer, die beide nach Sportunfällen gesundheitlich stark beeinträchtigt sind.
Ab 2021 schilderte Vogel das Ende ihrer Karriere in mehreren Veröffentlichungen.
Im April 2024 erlitt Vogel eine Lungenembolie und musste notoperiert werden.

## Berufliches
Kristina Vogel ist von Beruf Polizeihauptmeisterin der Bundespolizei. Im Oktober 2021 begann sie eine Diplom-Trainer-Ausbildung an der Trainerakademie des Deutschen Olympischen Sportbundes in Köln, um als Trainerin bei der Bundespolizei arbeiten zu können. Diese schloss sie im Oktober 2024 erfolgreich ab.
Seit 2019 ist Vogel als TV-Expertin für das ZDF tätig. Im August 2019 kommentierte sie die Übertragung der deutschen Bahnmeisterschaften aus dem Berliner Velodrom. Es folgten Einsätze bei den Olympischen Spielen 2021 in Tokio und 2024 in Paris.

## Diverses
Kristina Vogel kommt aus einer kirgisistandeutschen Familie. Seit 2005 ist sie mit dem ehemaligen Radsprinter Michael Seidenbecher liiert. Sie heirateten im Juli 2025 im Grand Hotel Heiligendamm. Seidenbecher nahm ihren Namen an. Das Paar lebt in Berlin.
2019 kandidierte Vogel als Parteilose für die CDU bei der am 26. Mai stattgefundenen Kommunalwahl für den Erfurter Stadtrat. Sie wurde auf Platz zwei der örtlichen Wahlliste gesetzt. Bei der Wahl erhielt sie die meisten Stimmen der CDU-Listenkandidaten und wurde Mitglied des Stadtrats. Im Februar 2020 würdigte sie die Bewegung Fridays for Future als positives Zeichen gegen Politikverdrossenheit, ohne sich zu den Zielen der Bewegung zu äußern. Wegen eines Umzugs schied sie im März 2023 aus dem Stadtrat aus.
Im Januar 2019 wurde Kristina Vogel zur Botschafterin für die Bahnradsport-Weltmeisterschaften 2020 in Berlin ernannt. Am 20. November 2019 war Vogel Taufpatin eines Einsatzschiffes der Bundespolizei mit Namen Bad Düben. Einen Tag später fungierte sie bei der Bambi-Verleihung 2019 als Laudatorin in der Kategorie Sport. Am 5. Dezember 2021 strahlte das ZDF eine Folge der Kindersendung Löwenzahn aus, in der Kristina Vogel als Rollstuhlfahrerin Julia mitwirkte.
2022 wurde Vogel auf Vorschlag der CDU-Landtagsfraktion in Thüringen in die 17. Bundesversammlung entsandt.

## Auszeichnungen
- Deutsche Radsportlerin des Jahres: 2012 (gemeinsam mit Miriam Welte), 2013, 2015, 2016, 2017, 2018
- Thüringer Sportlerin des Jahres: 2012, 2014, 2015, 2016, 2017
- Erfurter Sportlerin des Jahres: 2014, 2016[39]
- Kienbaum Award: 2013[40]
- Aufnahme in die Hall of Fame des europäischen Radsportverbandes Union Européenne de Cyclisme
- Eintragung in das Goldene Buch der Stadt Chemnitz (2016)[41]
- Auszeichnung als „Die Beste“ 2018, gewählt durch 4000 von der Deutschen Sporthilfe geförderte Sportler[42]
- Bei der Wahl zur Sportlerin des Jahres wurde sie 2018 Zweite.[43] Zusätzlich erhielt sie den Sonderpreis als „Vorbild des Sports“.[44]
- Thüringer Sportplakette 2018.[45]
- 2019 wurde Vogel von der Zeitung Sport Bild als „Heldin des Jahres“ ausgezeichnet.[46]
- Deutscher Fahrradpreis 2022 als „Fahrradfreundlichste Persönlichkeit“[47]
- 2023: Aufnahme in die Hall of Fame des deutschen Sports (als erste Radsportlerin)[48]
- 2012, 2016, 2024: Silbernes Lorbeerblatt[49]
- 2024 wurde Vogel das Bundesverdienstkreuz am Bande verliehen.[50]

## Erfolge
2007
- Junioren-Weltmeisterin – Sprint, 500-Meter-Zeitfahren, Teamsprint (mit Sabine Bretschneider)
- Junioren-Europameisterin – Sprint, 500-Meter-Zeitfahren
- Junioren-Europameisterschaften – Keirin
- Deutsche Meisterin – 500-Meter-Zeitfahren, Sprint

2008
- Junioren-Weltmeisterin – Sprint, Keirin, 500-Meter-Zeitfahren
- Weltcup Cali – Teamsprint (mit Miriam Welte)

2010
- Europameisterschaften – Sprint
- Europameisterschaften – Teamsprint (mit Miriam Welte)
- Weltcup Melbourne – Sprint
- Weltcup Cali – Sprint
- Weltcup Cali – Teamsprint (mit Miriam Welte)
- Deutsche Meisterin – 500 m, Sprint, Keirin

2011
- Europameisterschaften – Teamsprint (mit Miriam Welte)
- Weltcup Cali – Sprint, Teamsprint (mit Miriam Welte)
- Weltcup Astana – Keirin
- Weltcup Astana – Teamsprint (mit Miriam Welte)
- Deutsche Meisterin – Sprint

2012
- Olympische Spiele – Teamsprint (mit Miriam Welte)
- Weltmeisterin – Teamsprint (mit Miriam Welte)
- Weltmeisterschaften – Keirin
- Weltcup Glasgow – Sprint, Keirin
- Weltcup Glasgow – 500-Meter-Zeitfahren
- Deutsche Meisterin – Sprint

2013
- Weltmeisterin – Teamsprint (mit Miriam Welte)
- Weltmeisterschaften – Sprint
- Europameisterin – Sprint
- Weltcup Manchester – Sprint, Keirin, Teamsprint (mit Miriam Welte)
- Weltcup Aguascalientes – Sprint, Keirin, Teamsprint (mit Miriam Welte)
- Deutsche Meisterin – Sprint, Keirin, Teamsprint

2014
- Weltmeisterin – Sprint, Keirin, Teamsprint (mit Miriam Welte)
- Europameisterin – Keirin
- Europameisterschaften – Teamsprint (mit Miriam Welte)
- Europameisterschaften – Sprint
- Deutsche Meisterin – Sprint, Keirin, Teamsprint (mit Doreen Heinze)
- Deutsche Meisterschaften – 500-Meter-Zeitfahren

2015
- Weltmeisterin – Sprint
- Europameisterschaften – Teamsprint (mit Miriam Welte)
- Europameisterschaften – Sprint
- Deutsche Meisterin – Sprint, 500-Meter-Zeitfahren, Teamsprint (mit Gudrun Stock)

2016
- Olympische Spiele – Sprint
- Olympische Spiele – Teamsprint (mit Miriam Welte)
- Weltmeisterin – Keirin
- Weltmeisterschaften – Teamsprint (mit Miriam Welte)
- Deutsche Meisterin – Sprint, Teamsprint (mit Pauline Grabosch)

2017
- Weltmeisterin – Sprint, Keirin
- Weltmeisterschaften – Teamsprint (mit Miriam Welte)
- Weltcup in Cali – Sprint, Keirin, Teamsprint (mit Miriam Welte)
- Weltcup in Los Angeles – Keirin
- Weltcup in Pruszków – Sprint, Keirin, Teamsprint (mit Pauline Grabosch)
- Weltcup in Manchester – Sprint, Keirin, Teamsprint (mit Miriam Welte)
- Weltcup in Milton – Sprint, Keirin, Teamsprint (mit Miriam Welte)
- Europameisterin – Keirin, Sprint
- Europameisterschaften – Teamsprint (mit Miriam Welte und Pauline Grabosch)
- Deutsche Meisterin – Sprint, Keirin, Teamsprint (mit Pauline Grabosch)

2018
- Weltmeisterin – Sprint, Teamsprint (mit Pauline Grabosch und Miriam Welte)

## Veröffentlichungen
- Kristina Vogel: Immer noch ich. Nur anders. Mein Leben für den Radsport. Malik Verlag, München 2021, ISBN 978-3-89029-533-6.
- Kristina Vogel: Hier kommt Mila. Knesebeck Verlag, München 2024, ISBN 978-3-95728-836-3.
- Kristina Vogel: Mitten im Leben. Reader’s Digest Deutschland, Stuttgart, Januar 2025, S. 120–133, ISSN 1863-0251.